# NGC 818
NGC 818 (другие обозначения — UGC 1633, MCG 6-5-86, ZWG 522.116, IRAS02057+3832, PGC 8185) — галактика в созвездии Андромеда.
Этот объект входит в число перечисленных в оригинальной редакции «Нового общего каталога».
В галактике взорвалась сверхновая SN 1992az.